# 가모촌 (고치현)
가모촌(일본어: 加茂村)은 일본 고치현 다카오카군에 있던 촌이다. 

## 역사
- 1889년 4월 1일 -정촌제 시행에 의해 2촌의 구역으로 성립하였다.
- 1955년 2월 10일 - 가모촌이 분립해 일부 구역이 사카와정에 편입, 잔부는 히다카촌에 편입해, 동일 가모촌은 폐지되었다.

## 교통

### 철도
- 일본국유철도
  - 도산선

## 참고 문헌
- 角川日本地名大辞典編纂委員会, 『角川日本地名大辞典 39 高知県』1983, 角川書店